# Гидроксид палладия(II)
Гидроксид палладия(II) — неорганическое соединение, гидроксид металла палладия с формулой Pd(OH)2, бурый порошок, не растворяется в воде.

## Получение
- Гидролиз горячей водой солей двухвалентного палладия:

{\displaystyle {\mathsf {Pd(NO_{3})_{2}+2H_{2}O\ {\xrightarrow {100^{o}C}}\ Pd(OH)_{2}\downarrow +2HNO_{3}}}}
{\displaystyle {\mathsf {PdCl_{2}+2H_{2}O\ {\xrightarrow {100^{o}C}}\ Pd(OH)_{2}\downarrow +2HCl}}}
- Действие разбавленных растворов щелочей на раствор солей двухвалентного палладия:

{\displaystyle {\mathsf {Pd(NO_{3})_{2}+2NaOH\ {\xrightarrow {}}\ Pd(OH)_{2}\downarrow +2NaNO_{3}}}}
{\displaystyle {\mathsf {PdCl_{2}+2NaOH\ {\xrightarrow {}}\ Pd(OH)_{2}\downarrow +2NaCl}}}

## Физические свойства
Гидроксид палладия(II) образует бурый порошок.
Не растворяется в воде, р ПР = 28,92.

## Химические свойства
- При нагревании разлагается:

{\displaystyle {\mathsf {Pd(OH)_{2}\ {\xrightarrow {500^{o}C}}\ PdO+H_{2}O}}}
- Реагирует с кислотами:

{\displaystyle {\mathsf {Pd(OH)_{2}+2HCl\ {\xrightarrow {}}\ PdCl_{2}\downarrow +2H_{2}O}}}
- Растворяется в «царской водке»:

{\displaystyle {\mathsf {3Pd(OH)_{2}+18HCl+2HNO_{3}\ {\xrightarrow {}}\ 3H_{2}[PdCl_{6}]+2NO\uparrow +10H_{2}O}}}
- Реагирует с концентрированными растворами щелочей:

{\displaystyle {\mathsf {Pd(OH)_{2}+2NaOH\ {\xrightarrow {}}\ Na_{2}[Pd(OH)_{4}]}}}
- Растворяется в растворе аммиака:

{\displaystyle {\mathsf {Pd(OH)_{2}+4(NH_{3}\cdot H_{2}O)\ {\xrightarrow {}}\ [Pd(NH_{3})_{4}](OH)_{2}+4H_{2}O}}}
- Восстанавливается водородом при комнатной температуре:

{\displaystyle {\mathsf {Pd(OH)_{2}+H_{2}\ {\xrightarrow {}}\ Pd+2H_{2}O}}}